# Adalimumab
Adalimumab, dat verkocht wordt onder de merknaam "Humira", is een ontstekingsremmer uit de groep van de tumornecrosefactor blokkers, meer met name TNF-alfa-remmers. Het is een monoklonaal antilichaam opgebouwd uit 1330 aminozuren.
TNF-alfa is een lichaams-eigen ontstekingseiwit, dat veelal betrokken is bij chronische ontstekingen van het maag-darm stelsel en de gewrichten. Door deze TNF-alfa te blokkeren wordt de ontsteking van het zieke lichaamsdeel geremd en kan er weer gezond weefsel worden aangemaakt. Omdat de eiwitten worden geblokkeerd die bij ontstekingen zijn betrokken, zorgt adalimumab hierdoor voor een minder waakzaam immuunsysteem. Hierdoor dient de patiënt steeds attent te zijn op eerste tekenen van infecties of ziekte.
Adalimumab kan door zijn invloed op het immuunsysteem latent aanwezige infecties zoals  tuberculose activeren. Vooraleer adalimumab wordt opgestart zal er dus steeds een tuberculinetest en een röntgenfoto van de thorax worden uitgevoerd. Enkel als deze test negatief is kan er beslist worden om adalimumab op te starten. Ook patiënten met hartaandoeningen worden grondig onderzocht, voordat deze behandeling wordt gestart.
Adalimumab is gemaakt uit 100% humane bestanddelen, dit in tegenstelling tot infliximab dat voornamelijk uit muizen- en ratteneiwitten bestaat. Hierdoor vermindert de kans op allergische reacties aanzienlijk ten opzichte van het gebruik van infliximab.

## Toepassingen
Adalimumab wordt gebruikt bij de behandeling van de ziekte van Crohn, reumatoïde artritis, de ziekte van Bechterew, colitis ulcerosa, hidradenitis suppurativa, arthritis psoriatica, en soms ook voor psoriasis.
De behandeling bij de ziekte van Crohn gebeurt in drie stappen, via onderhuidse injecties. De injectie gebeurt in een huidplooi, afwisselend in de arm, buik en bovenbenen. Indien men steeds op dezelfde plaats zou injecteren treedt er snel huidontsteking op. De prik van de injectie zelf is niet pijnlijk, maar bij het injecteren van het medicijn kan er wel een prikkelend gevoel ontstaan onder de huid. Het injecteren van adalimumab dient langzaam te gebeuren, over zo'n 30-tal seconden. Het opstartschema is als volgt:
- Week 1: 160 mg adalimumab
- Week 3: 80 mg adalimumab
- Week 5: 40 mg adalimumab

Daarna wordt er tweewekelijks 40 mg adalimumab toegediend als onderhoudsbehandeling.
Zeer vaak voorkomende bijwerkingen zijn vooral roodheid en lichte ontsteking op de plaatst van de injectie. Vaak voorkomend is ontsteking van de luchtwegen, zoals longontsteking en bronchitis. Minder vaak komen huidafwijkingen, buikpijn, afwijkingen van het zenuwstelsel (zoals tremor) en haaruitval voor.
Adalimumab lijkt bij één op de drie patiënten antistofproductie op te wekken waardoor het middel sterk verminderde activiteit heeft.

## Bewaring en verpakking
Adalimumab dient steeds op een koele plaats te worden bewaard (de ideale temperatuur is tussen 2 en 8 graden C). Elke verpakking adalimumab bestaat uit twee voorgevulde injectiespuiten of pennen van 40 mg / 0,8 ml en twee ontsmettingsdoekjes, voor het desinfecteren van de injectieplaats.

## Terugbetaling
Zowel in België als in Nederland wordt adalimumab vergoed door het ziekenfonds c.q. de zorgverzekering. Voor België is dat voor 95%, terwijl in Nederland 100% wordt terugbetaald. 
In België eist het ziekenfonds steeds een formulier van de maag-darmarts dat allereerst dient goedgekeurd te worden door een adviserend geneesheer, dit vanwege de hoge kosten van dit medicijn.